# Hugh Flack
Hugh David Flack (* 26. April 1903 in Belfast; † 18. Juni 1986) war ein nordirischer Fußballspieler. Flack zählte in den 1920ern zu den besten Defensivspielern im nordirischen Intermediate Football, bevor er in England mehrere Jahre als Profi spielte, für den FC Burnley zu einigen Erstligaeinsätzen und zu einem Länderspieleinsatz für das (nord-)irische Nationalteam kam.

## Karriere

### Etablierung in Nordirland (bis 1927)
Flack war im April 1922 einer von drei Spielern von Whiteabbey, einem an der Bucht von Belfast gelegenen Dorf, die bei den Linfield Rangers spielten. Bereits frühzeitig fand er lobende Erwähnung in Spielberichten, so wird er im April 1922 als „intelligenter und geschickter junger Spieler“ beschrieben, einige Wochen später wurde über ihn vermerkt: „Abwehr machte ihre Arbeit gut, vor allem Flack, linker Verteidiger“. Im Juli 1922 erhielt er als Spieler der Linfield Rangers, die die Alliance First Division und den Irish Intermediate Cup (ohne Beteiligung Flacks) gewannen, eine Medaille. Im Mai 1922 war der Spieler aus dem nordirischen Junior Football als Testspieler  für den Glentoran FC im Gold Cup gegen den Linfield FC im Einsatz, trotz einer 1:5-Niederlage wurde presseseitig wohlwollend berichtet: „Flack, ein neuer Verteidiger aus Whiteabbey, spielte und gab eine gute Vorstellung“.
Ab November 1922 findet sich Flacks Name in Spielberichten des Crusaders FC, einem Team aus dem Intermediate Football, der nach dem Senior Football zweithöchsten Leistungsstufe im nordirischen Fußball. Auch dort ragte er bereits frühzeitig heraus, anlässlich eines Halbfinalerfolgs im Steel & Sons Cup im November 1922 hielt der Korrespondent fest: „Für eine viertel Stunde schienen 21 der 22 Spieler überwältigt von der Wichtigkeit der Partie. Flack (Crusaders) war der einzige Mann, der mit ruhigen, klaren Aktionen auffiel.“ Anfang 1923 gewann er mit den Crusaders gegen den Bangor FC auch das Finale des Wettbewerbs, die Entscheidung fiel in der 20-minütigen Verlängerung des zweiten Wiederholungsspiels, in der die Crusaders 3:1 gewannen. Zudem gelang in der Saison 1922/23 der erstmalige Meisterschaftsgewinn in der Intermediate League, auch wenn Flack in der Endphase der Saison nicht mehr mitwirken konnte: im April 1923 in einer Pokalpartie des Feldes verwiesen, wurde er daraufhin bis September gesperrt.
Die Crusaders etablierten sich in den folgenden Jahren als eine der stärksten Mannschaften außerhalb des Senior Footballs, auch wenn das Team in der Saison 1923/24 titellos blieb. So verpasste man als Tabellenzweiter der Intermediate League die Titelverteidigung und unterlag in zwei Pokalfinals: im McElroy Cup, dem Ligapokal der Intermediate League (0:1 gegen St Mary’s) und im Intermediate Cup (2:3 gegen Willowfield). Flack wurde währenddessen im März 1924 als „einer der konstantesten Spieler der Liga“ betitelt. In der Folge stellten sich auch wieder Titel ein: im Dezember 1924 gelang der Gewinn des Clements Lyttle Cups durch einen 2:1-Sieg über Dunmurry, wenige Tage später unterlag man erneut im Finale um den Irish Intermediate Cup – 0:1-Niederlage gegen Linfield Rangers. In der Saison 1925/26 wurde man erneut Meister der Intermediate League, im Dezember 1926 schlossen sich mehrere Pokalsiege an: an Weihnachten 1926 gewann man vor 20.000 Zuschauern zum zweiten Mal den Steel & Sons' Cup durch einen 5:3-Sieg nach Verlängerung gegen Dunmurry; wenige Tage war man auch im Intermediate Cup durch einen 2:1-Finalerfolg über die Linfield Rangers siegreich.
Das Leistungsvermögen der Crusaders zeigte sich auch in den Auftritten im nationalen Pokalwettbewerb, dem Irish Cup, in dem man sich regelmäßig mit den vermeintlich stärkeren Senior-Klubs messen konnte. Innerhalb von vier Jahren erreichte Flack mit dem Team drei Mal das Halbfinale und schlug dabei wiederholt klassenhöhere Mannschaften, am Finaleinzug scheiterte man aber jeweils. In der Saison 1923/24 gelang nach Siegen über die Senior-Klubs Glentoran (3:1 im Wiederholungsspiel) und Distillery (Endstand 5:4) erstmals der Halbfinaleinzug. Dort scheiterte man gegen einen weiteren Senior-Klub und späteren Pokalsieger, Queen’s Island, erst im Wiederholungsspiel mit 0:1. Ein Jahr stand man erneut im Halbfinale, Glentoran erwies sich bei der 0:2-Niederlage aber als zu stark. Zuvor hatte man mit dem Larne FC und Belfast Celtic erneut zwei Senior-Klubs ausgeschaltet. Im Februar 1927 bestritt man erneut das Halbfinale des irischen Pokals, durch eine 2:4-Niederlage gegen den Cliftonville FC wurde auch im dritten Anlauf die Finalteilnahme verpasst.
Nachdem bereits seit März 1927 in der Presse über einen bevorstehenden Wechsel Flacks zu einem englischen oder schottischen Klub spekuliert worden war wurde er im Mai 1927 vom englischen Erstligisten FC Burnley verpflichtet. Vor der Verpflichtung wurde er von Burnley-Trainer Albert Pickles anlässlich einer Partie im Windsor Park persönlich beobachtet, in der Halbfinalpartie um das County Antrim Shield verlor sein Team mit 1:5 und Flack wurde nach einer Auseinandersetzung mit dem Schiedsrichter des Feldes verwiesen. Wegen des Transfers musste Burnley sowohl mit den Crusaders als auch mit Glentoran Verhandlungen führen. Mutmaßlich um diesen für einen Wechsel hinderlichen Umstand zu eliminieren, hatte Flack bereits 1926 versucht sich von der „retained list“ Glentorans, einer Art Registrierungsliste die die Eigentümerschaft von Spielern regelte, entfernen zu lassen, war aber aus formalen Gründen nicht erfolgreich. Flack beendete die Saison noch bei den Crusaders, die eine erfolgreiche Saison spielten. Neben einer Gesamtbilanz von 40 Siegen in 55 Pflichtspielen bei einem Torverhältnis von 170:70, erreichte das Team in jedem Pokalwettbewerb außer dem McElroy Cup mindestens das Halbfinale. An Titeln wurden neben der Intermediate League auch der Intermediate Cup und der Steel & Sons Cup gewonnen.
Zwar war Flack bereits im Sommer 1924 neben Eddie Falloon und Tommy Watson einer von drei Crusaders-Spielern, die als Profis bei der Irish Football Association registriert waren, was aber nur bedeutete, dass diese Zahlungen erhielten. Bis zu seinem Wechsel nach England verdiente Flack seinen Lebensunterhalt als Werftarbeiter in Belfast. Im November 1925 repräsentierte er die Werft Workman, Clark and Company im Finale um den George French Charity Shield gegen die Werft Harland & Wolff, die Partie ging durch fünf Tore des Nationalspielers Johnny Dalrymple mit 1:5 verloren.

### Zeit im englischen Ligensystem (1927–1934)
Flack erhielt im August 1927 anlässlich eines vor 5000 Zuschauern ausgetragenen vereinsinternen Testspiels in der Saisonvorbereitung zwischen der Reserve und der dritten Mannschaft Burnleys wohlwollende Kritiken. Der Burnley Express hielt dazu fest: „[Flack] beeindruckte von allen Spielern am meisten. Schnell wieder auf den Beinen und ein sicherer, beidfüßiger Volleyschütze, zeigte er gutes Urteilsvermögen in seinem Positionsspiel und löste unangenehme Situationen intelligent. Wenn er seine Form von Samstag beibehalten kann, kann man mit Sicherheit vorhersagen, dass er eine vielversprechende Karriere vor sich hat.“ Dennoch blieb er in seiner ersten Saison auf Einsätze im Reserveteam (19 Einsätze/kein Tor) und zwei Auftritten in Pokalspielen für die dritte Mannschaft limitiert, am langjährigen Stamm-Linksverteidiger George Waterfield war für Flack kein Vorbeikommen. Dabei dürfte ihm auch nicht geholfen haben, dass er im Saisonverlauf 14 Wochen verletzt ausgefallen war, während Waterfield der einzige Burnley-Spieler war, der in sämtlichen 42 Ligaspielen auflief.
Flack war bei Burnley Teil eines nordirischen Kontingents, im Sommer 1928 war er neben McCluggage, Tommy Willighan und Tom Conway einer von vier nordirischen Fußballern bei Burnley. In der zweiten Jahreshälfte 1928 bildete er des Öfteren mit Willighan das Verteidigerpaar in Burnleys dritter Mannschaft, deren Mannschaftskapitän er war, und zeichnete sich auch als Strafstoßschütze aus. Zum Jahresende hin wurde er zunehmend in Presseberichten herausgehoben, Ende November 1928 wurde ihm ein „famoses Spiel“ gegen Breightmet United attestiert, kurze Zeit später „ausgezeichnetes Abwehrspiel“ bei einem Sieg gegen die Reserve der Blackburn Rovers.
Für ein Heimspiel am 18. Februar 1929 gegen den FC Bury rückte Flack wegen einer Knieverletzung Waterfields in die erste Mannschaft und kam so zu seinem Erstligadebüt für Burnley. Beide Klubs befanden sich in der Saison 1928/29 im Abstiegskampf und das Niveau der Partie wurde presseseitig als „regelrechte Beleidigung von Erstligafußball“ kritisiert, der Debütant erhielt in der Burnley News allerdings gute Kritiken: „Flack gab ein verdienstvolles Debüt mit der ersten Mannschaft und rechtfertigte seine Aufstellung vollumfänglich. Er brauchte einige Zeit um sich einzugewöhnen, aber sobald er Fuß gefasst hatte spielte er einen hervorragenden Teil in der Defensive und löste gegen Ende höchste Bewunderung für seine beherzte Darbietung aus.“ Durch seine anschließende Nominierung für das Nationalteam verpasste er das folgende Heimspiel und Mitte März 1929 erklärten die Vereinsverantwortlichen in einem radikalen Schritt alle sechs Verteidiger (Flack, McCluggage, Waterfield, Willighan, William Knox und Clifford Heap) zum Verkauf freigegeben, letztlich war aber Flack der einzige Abwehrspieler, der den Klub am Saisonende verließ. Zuvor schlossen sich im April 1929 zwei weitere Ligaeinsätzen (4:0 gegen den FC Birmingham und 1:3 gegen den FC Portsmouth) an, alle drei Erstligaauftritte bestritt er in der Abwehr an der Seite von Andy McCluggage und vor Torhüter Billy Down, Burnley hielt am Saisonende knapp die Klasse. Insgesamt war er in seiner zweiten Saison neben den drei Erstligaeinsätzen zu 12 Auftritten im Reserveteam, 20 im „A“-Team (dritte Mannschaft) und 15 Spielen in der Midweek League gekommen.
Gemeinsam mit seinem Mannschaftskameraden Paddy Freeman wechselte er im Mai 1929 zu Swansea Town in die Second Division, die Ablöse lag nach Presseangaben bei 500 £ pro Spieler. Bei Swansea blieb Flack im Saisonverlauf auf Einsätze für das Reserveteam limitiert, ob er bei deren Finalsieg im South Wales and Monmouthshire Senior Cup (1:0 gegen die Reserve von Cardiff City) zum Aufgebot zählte, ist nicht bekannt. Bereits Anfang Dezember 1929 war er als einer von acht Swansea-Spielern auf die Transferliste gesetzt worden, am Saisonende wurde ihm vom Verein kein neuer Vertrag angeboten. Die beiden Verteidigerpositionen waren im Saisonverlauf im Team von Trainer Jimmy Thomson wahlweise von Ben Williams, Len Williams, Bill Sampy, Wilf Milne und Tommy Caldwell besetzt.
In der Sommerpause 1930 kehrte Flack daher nach Belfast zurück und schloss sich dem Erstligisten Distillery FC an, seine Verpflichtung wurde von der Presse als Distillerys „herausragender Neuzugang“ betitelt. Mit dem Senior-Klub Distillery gewann Flack im Mai 1931 den Belfast Charity Cup, dabei setzte sich das Team vom Viertelfinale bis zum Finale gegen die drei topplatzierten Teams der Irish League durch, namentlich Glentoran, Linfield und im Finale Belfast Celtic, das mit 4:2 bezwungen wurde. In der folgenden Saison 1931/32 soll er sämtliche Ligaspiele für Distillery bestritten haben.
Im Sommer 1932 wurde seine Registrierung bei der Football League von Swansea nicht mehr verlängert, wodurch eine ablösefreie Rückkehr in den englischen Fußball möglich wurde. Davon machte Flack auch kurz darauf Gebrauch, Anfang Oktober schloss er sich für ein einmonatiges Probetraining Halifax Town an. Flack überzeugte dabei schnell als Spieler, der „vernünftigen Fußball spielt, gutem Positionsspiel, erfrischender Zweikampfführung und die Bälle mit guter Länge schlägt.“ Nach einer zwischenzeitlichen Verlängerung der Probephase wurde er Anfang Dezember dauerhaft vom in der Third Division North spielenden Klub verpflichtet.
Im Team von Trainer Alex Raisbeck war er für zwei Spielzeiten Stammspieler auf der rechten Verteidigerposition vor Torhüter Wattie Shirlaw. Im FA Cup 1932/33 erreichte er mit der Mannschaft die fünfte Runde (Aus gegen Luton Town), was nur ein weiteres Mal (1952/53) in der Vereinsgeschichte gelang. Einen negativen Höhepunkt erlebte er Anfang Januar 1934, als ein Ligaspiel bei Stockport County mit einer 0:13-Niederlage endete, bis heute Rekordergebnis in der Geschichte der Football League. Flack war im Verlauf der Saison 1933/34 neben Mittelläufer Ted Craig als einer von zwei Halifax-Spielern in sämtlichen 42 Ligapartien zum Einsatz gekommen. Das Verteidigerpaar bildete er zumeist mit John Johnman, in der Vorsaison war James Barrie sein Nebenmann gewesen. Im Mai 1934 war er einer von zehn Halifax-Spielern, denen mit Saisonende ein ablösefreier Abgang gestattet wurde, Halifax hatte die Saison auf dem neunten Tabellenrang abgeschlossen und damit die beste Ligaplatzierung seit 1927 erreicht.

### Kurzzeitengagements zum Karriereausklang (1934/35)
Anfang September 1934 wurde er als Neuzugang beim nordirischen Erstligisten Portadown FC vorgestellt, sein dortiger Aufenthalt dauerte aber weniger als einen Monat an. Bereits Anfang Oktober war er als Probespieler zurück in England, beim Drittligisten Crewe Alexandra spielte er im Reserveteam im Rahmen einer Partie des Cheshire County League Challenge Cups bei einem 4:1-Sieg gegen die Reserve des FC Chester vor. Flack wurde anschließend zwar von Crewe verpflichtet, ein längerfristiges Engagement kam offenbar aber nicht zustande, bereits Ende des Monats wurde er beim Testspiel-Gegner aus Chester vorstellig und spielte dort mehrfach für das Reserveteam. Für Chester war Flack kein Unbekannter, mit Halifax hatte er 1933 in der vierten Runde des FA Cups zwei Mal dem Klub gegenübergestanden und auch vier Ligapartien gegen den Klub bestritten. Auch bei Chester erhielt er kurzzeitig einen Vertrag, aber noch vor Jahresende war er wieder zurück in Nordirland.
Kurz vor Weihnachten 1934 schloss er sich dem Glenavon FC an und wirkte am Mid-Ulster Derby gegen Portadown mit; seine Registrierung wurde aber bereits Anfang Januar 1935 wieder gelöst. Wenig später schloss sich Flack wieder seinem früheren Klub Crusaders an, für die er zunächst „seltsamerweise“ im Sturm auflief. Letztmals findet sich sein Name im Februar 1935 in einer Aufstellung, dort aber wieder als Verteidiger.

### Einsätze in Auswahlmannschaften
Flack gehörte ab Mitte der 1920er in einer Vielzahl von Spielen irischen Liga- und Landesauswahlen an. Im Januar 1924 war er erstmals Auswahlspieler der Intermediate League gegen die Irish Alliance League, die Partie diente auch zur Auswahl für das bevorstehende Junior International gegen Schottland. Ab März 1924 folgten weitere Auftritte für die Intermediate League, zunächst gegen die Yorkshire League (Endstand 0:1) in Leeds, im April 1924 schlossen sich Einsätze gegen die Glasgow Junior League, – bei der 0:1-Niederlage wurde Flack zu den besten Spielern seines Teams gezählt – und gegen die Irish League (Endstand 2:2) an. Auch im Frühjahr 1925 war er Auswahlspieler der Intermediate League, zunächst im März gegen die Yorkshire League (Endstand 1:2) dann im April 1925 gegen die Glasgow Junior League in Edinburgh (Endstand 2:2). Im März 1926 war bei einem 3:2-Erfolg zum dritten Mal in Folge Teil der Intermediate-League-Auswahl gegen die Glasgow Junior League.
Auch am historisch ersten Aufeinandertreffen zwischen zwei Auswahlen der Verbände der Irish Football Association (IFA, Nordirland) und der Football Association of Ireland (FAI, Republik Irland) wirkte er mit. Die im November 1925 im Dalymount Park von Dublin ausgetragene Partie fand zwischen der Intermediate League und der Leinster Senior League statt, Flacks Team gewann dabei ungefährdet mit 4:0.
In seinem ersten von vier Junior Internationals kam Flack im April 1925 zum Einsatz, die Partie gegen eine walisische Junior-Auswahl war der erste Vergleich zwischen diesen beiden Auswahlen. Das irische Team verlor mit 1:4, Ernest Turner erzielte einen Hattrick innerhalb der ersten zehn Spielminuten. Im März 1926 folgte bei einem 5:3-Sieg gegen die schottischen Juniors sein zweiter Einsatz. Flack schoss dabei einem gegnerischen Spieler den Ball derart hart ins Gesicht, dass dieser vom Platz getragen werden musste, mit einer leichten Gehirnerschütterung in das örtliche Krankenhaus eingeliefert wurde und nach dem Spiel auch nicht mit seinen Mannschaftskameraden zurück nach Schottland fahren konnte.
Im Februar 1927 wurde er als Auswahlspieler sowohl für die im März anstehenden Spiele der Irish Intermediate League gegen die Glasgow Junior League als auch wenig später für das Junior International gegen Schottland (Endstand 3:3) berufen. Sein Auftritt im Spiel gegen Glasgow wurde in der Presse überschwänglich gelobt: „es war die allgemeine Meinung, dass es am Samstag Hugh Flacks Spiel war. Sein Urteilsvermögen war ausgezeichnet, seine Zweikampfführung und seine Abschläge ein Genuss. Nie beunruhigt, die Essenz der Kaltschnäuzigkeit, Flack war auf dem Platz jedem anderen turmhoch überlegen […]“ Ende März folgte sein vierter und letzter Länderspieleinsatz für die Junior-Auswahl beim erstmaligen Sieg (3:2) gegen Wales. Am 30. April 1927 war er neuerlich für die Intermediate League gegen die Yorkshire League im Einsatz (Endstand 3:1), später am selben Tag musste er, ebenso wie sein Mitspieler Boyce, auch für die Crusaders ran. Von Vereinsseite wurde dazu lapidar angemerkt: Wer nicht zwei Spiele an einem Tag bestreiten könne, sei nutzlos für die Crusaders.
Nur wenige Tage nach seinem Erstligadebüt für Burnley kam Flack am 23. Februar 1929 im Windsor Park von Belfast zu seinem einzigen Einsatz in der (nord-)irischen A-Nationalmannschaft. Flack profitierte dabei vom verletzungsbedingten Ausfall des ursprünglich nominierten linken Verteidigers Robert Hamilton und bildete gemeinsam mit seinem Mannschaftskameraden und Nationalmannschaftskapitän McCluggage in der Partie gegen Schottland das Verteidigerpaar vor Torhüter Elisha Scott. Vor 35.000 Zuschauern komplettierte der schottische Mittelstürmer Hughie Gallacher bereits nach 14 Minuten einen lupenreinen Hattrick, letztlich unterlag das irische Team mit 3:7. Auch wenn über Flacks Auftritt vermerkt wurde, dass „in der zweiten Hälfte regelmäßig sein Vereinskamerad McCluggage zu seiner Unterstützung kommen musste“, wurde presseseitig die Hauptschuld für die deutliche Niederlage der Läuferreihe zugeschrieben.